# 제14회 부산국제영화제
《제14회 부산국제영화제》(14th Pusan International Film Festival)는 2009년 10월 8일 목요일부터 10월 16일 금요일까지 부산광역시 해운대와 남포동 일대를 중심으로 치러진 대한민국 대표 영화제이다. 제14회는 초청작 70개국에서 355편, 월드 인터내셔널 프리미어 작품으로 역대 최다 작품인 144편이 소개되었다.

## 프로그램
1. 갈라 프레젠테이션 (6개국 7편)
2. 아시아영화의 창 (23개국 54편)
3. 뉴 커런츠 (11개국 12편)
4. 한국영화의 오늘 (23편)
5. 한국영화 회고전 (12편)
  1. 하길종, 새로운 영화로 향한 꿈
  2. 유현목 감독 추모전
  3. 한국영화의 고고학
6. 월드 시네마 (52개국 96편)
7. 와이드 앵글 (24개국 69편)
8. 오픈 시네마 (7개국 7편)
9. 플래시 포워드(16개국 11편)
10. 특별기획 프로그램 (17개국 46편)
  1. 도시 틀:무협, 조니 토의 작품세계
  2. 필리핀 독립영화 계보학
  3. 올해의 아시아 영화인 상 : 야쉬 초프라 특별전
  4. 애니아시아!: 아시아 장편애니메이션의 새로운 도약 4
  5. 보이지 않는 것의 진실: 다리오 아르젠토의 지알로 걸작선
  6. 하길종과 뉴 아메리칸 시네마: 새로운 영화 언어를 찾아서
  7. 장진영 특별추모전: 아름다운 여배우의 영화를 기억하며
11. 미드나잇 패션 (12개국 15편)

## 시상식

### 분야
뉴커런츠상 / New Currents Award
부산국제영화제 뉴 커런츠상은 아시아영화 경쟁부문인 뉴 커런츠에 상영된 신인감독들의 작품 중에서 2편을 선정, 각각 3만 달러의 상금을 수여한다. 세계적으로 저명한 전문가들로 구성된 심사위원단이 선정한 뉴커런츠상은 아시아의 재능 있는 신인감독 발굴 및 격려의 의미를 가지고 있다.
플래시 포워드상 / Flash Forward Award
2009년 새롭게 마련된 플래시 포워드상은 비아시아권 경쟁부문인 플래시 포워드에 상영된 영화 중 최우수작을 선정, 상금 2만 달러를 수여한다. 플래시 포워드는 비아시아권의 젊은 감독들의 첫 번째 혹은 두 번째 장편영화를 소개하며 비아시아권의 새로운 시네아스트 발굴을 목표로 하는 섹션이다.
올해의 아시아영화인상 / The Asian Filmmaker of the Year
한 해 동안 아시아영화 산업과 문화발전에 있어 가장 두드러진 활동을 보인 아시아영화인에게 수여된다.
한국영화공로상 / Korean Cinema Award
한국영화에 대한 전 세계적 대중화의 중요성을 인식하여 한국영화를 국제영화계에 널리 소개하는데 기여한 인물에게 수여한다.
선재상 / Sonje Award
와이드앵글 경쟁부문에 초청된 한국과 아시아 단편 중 최우수작품을 각각 선정하여, 그 작품의 감독에게 차기작을 제작할 수 있도록 각 1천만 원의 상금을 수여한다.
피프메세나상 / PIFF Mecenat Award
와이드앵글 경쟁 부문에 초청된 한국과 아시아 다큐멘터리 중에서 최우수작품을 선정하여, 그 작품의 감독에게 차기작을 제작할 수 있도록 각 1천만 원의 상금을 수여한다.
국제영화평론가협회상 / FIPRESCI Award
국제영화평론가협회상은 뉴커런츠 부문 작품 가운데 뛰어난 작품성과 진취적인 예술적 재능을 선보인 작품에 수여하는 상이다.
아시아영화진흥기구상 / Netpac Award
한국영화의 오늘-비전과 뉴커런츠에 출품된 한국영화 가운데 최우수작품에 수여되는 상. 1990년에 국제기구로 설립된 넷팩은 아시아영화의 배급과 상영확대를 그 목적으로 하고 있다.
KNN관객상 / KNN Award
KNN관객상은 KNN문화재단에서 그 해 뉴커런츠에 상영된 영화들을 대상으로 관객으로부터 최고의 호평을 받은 작품에 수여하는 상으로, 2만 불의 상금을 감독에게 수여한다.

### 심사위원
뉴커런츠상 / New Currents Award
장 자크 베넥스 Jean-Jacques BEINEIX (심사위원장 / 감독 / 프랑스)
김형구 KIM Hyungkoo 촬영감독 / 한국
예심 우스타오글루 Yesim USTAOGLU 감독 / 터키
테리 콴 Terri KWAN  배우 / 대만
펜엑 라타나루앙 Pen-ek RATANARUANG 감독 / 태국
플래시 포워드상 / Flash Forward Award
마리안 슬롯 Marianne SLOT 프로듀서 / 덴마크
알리사 사이먼 Alissa SIMON 프로그래머 / 미국
프레데릭 부아이예 Frederic BOYER 칸영화제 감독주간 집행위원장 / 프랑스
강수연 KANG Sooyeun 배우 / 한국
피프메세나상 / PIFF Mecenat Award
고영재 KO Youngjae 제작자 / 한국
도로테 베너 Dorothee WENNER 감독 / 독일
제인 유 Jane YU 타이페이영화제 집행위원장 / 대만
선재상 / Sonje Award
유지태 YOU Jitae 배우 / 한국
시모유카 루이뽀 Simojukka RUIPPO 탐페레단편영화제 프로그래머 / 핀란드
탄 추이무이 TAN Chui Mui 감독 / 말레이시아
아시아영화진흥기구상 / Netpac Award
강소원 KANG Sowon / 영화평론가 / 한국
당낫민 DANG Nhat Minh / 영화감독 / 베트남
히로미 아이하라 Hiromi AIHARA / 제작자 / 일본

## 주요행사
| - 피프빌리지 - 정겨운 나눔 - 전야제 - 일시: 2009년 10월 7일 18:30 - 장소: 남포동 피프광장 야외무대 - 오픈콘서트 - 일시: 2009년 10월 9일 - 15일 19:30 ~ - 장소: 해운대 수영만 요트경기장(야외상영장) - 시네마틱러브 - 일시: 2009년 10월 10일(토) 10:00 PM~4:00 AM - 장소: 영화촬영스튜디오 - 출연진: 드렁큰 타이거 / DAISHI DANCE / COLDFEET | - 야외무대 행사 - 일시: 2009년 10월 9일~15일 - 장소: 해운대 / 남포동 야외무대 - 하이트 다이나믹 페스티벌 - 일시: 2009년 10월 9일(금)~10일(토) - 장소: 해운대 요트경기장 내 특설 클럽 - 굿 다운로더 캠페인 - 기간: 2009년 10월 8일~16일 - 장소: 해운대 야외무대 |

## 주요상영관
- 6개 극장 36개관, 유효좌석수: 269,332석

### 해운대
야외상영장
위치：수영만요트경기장 내, 좌석수：5,000석, 1일 상영횟수：1회 ,운영기간 ：2009. 10. 8~10. 16(개·폐막식 포함)
메가박스(해운대점)
위치：해운대 스펀지 6층 , 좌석수：10개관 총 1,835석 , 1일 상영횟수: 4회~5회 , 운영기간：2009. 10. 9~10. 15
CGV(센텀시티점)
위치：신세계 센텀시티 7층 ,좌석수：10개관(스타리움관, 시네드쉐프관 포함) 총 2,141석 ,1일 상영횟수：4회~5회 ,운영기간: 2009. 10. 9~10. 16
롯데시네마(센텀시티점)
위치：롯데백화점 센텀시티점 8층 ,좌석수：10개관(샤롯데관 포함) 총 1,755석 ,1일 상영횟수：4회~5회 ,운영기간：2009. 10. 9~10. 16

### 남포동
대영시네마
위치：남포동 피프광장, 좌석수：3개관(1~3관) 총 1,484석 , 1일 상영횟수 ：4회~5회, 운영기간：2009. 10. 9~10. 15
씨너스 부산극장
위치：남포동 피프광장 , 좌석수：3개관(1~3관) 총 1,525석 , 1일 상영횟수：4회~5회 , 운영기간：2009. 10. 9~10. 15

## 티켓시스템
인터넷 선예매는 부산국제영화제 홈페이지를 통해서 가능하다. 단, 예매를 하려면 내·외국인 모두 부산국제영화제 예매 전용 홈페이지에 가입하여야 한다. 모바일 예매 시스템은 14회 역시 운영하였다. 개막식과 폐막식은 2009년 9월 21일 오후 5시부터 예매 가능하였고, 전체 영화는 2009년 9월 23시 9시부터 2009년 10월 15일까지 예매하였다.
단, 당일 영화는 인터넷으로 예매 하지 못하고, 당인 현장 판매분은 이전과 동일하게 20% 좌석을 임시 매표소에서 현장 판매하였다. 임시매표소(10월 9일~10월 15일)는 롯데백화점 센텀시티점 정문 앞, CGV센텀시티점, 롯데시네마 센텀시티점, 메가박스 해운대점, 대영시네마, 씨너스 부산극장에서 운영하였다.
50세 이상을 위한 특전으로 개·폐막작 티켓 예매 서비스 ‘피프티플러스(Fifty Plus)’를 제공하였다. 부산은행 본점 1층 영업점에서 2009년 9월 21일 오후 5시부터 티켓 매진시까지 50세 이상 (1959년 1월 1일 이전) 관객이라면 신분증(주민등록증, 운전면허증, 여권 등 주민번호와 얼굴 확인이 가능할 것)을 제시하여 본인 확인에 개·폐막작 각 300매를 1인당 개·폐막작 각 2장씩 구입가능하여 총 구입 4매까지 구매 가능하였다.

## 게스트 참가
* 주요 무대에 게스트로 참여한 사항은 아래와 같다.

### 야외무대인사
- 10월 9일 금요일 《눈물의 왕자》, 게스트 : 욘판, 범직위, 장효전, 주 수웬, 장소 : 피프빌리지 야외무대
- 10월 9일 금요일 《토끼와 리저드》, 게스트 : 주지홍, 장혁, 성유리, 장소 : 남포동 야외무대
- 10월 9일 금요일 《국가대표》, 게스트 : 김용화, 하정우, 김지석, 김동욱, 최재환, 장소 : 피프빌리지 야외무대
- 10월 10일 토요일 《토끼와 리저드》, 게스트 : 주지홍, 장혁, 성유리, 장소 : 파프빌리지 야외무대
- 10월 10일 토요일 《파주》, 게스트 : 박찬옥, 이선균, 서우, 장소 : 남포동 야외무대
- 10월 10일 토요일 《꼭껴안고 눈물핑》, 게스트 : 김동원, 이켠, 고준희, 장소 : 피프빌리지 야외무대
- 10월 11일 일요일 게스트 : 유럽영화 감독, 배우들 , 장소 : 피프빌리지 야외무대
- 10월 15일 목요일 《애처가》, 게스트 : 유키사다 이사오, 토요카와 에츠시, 야쿠시마루 히로코, 장소 : 피프빌리지 야외무대

### 시네마투게더
- 《리턴》의 이규만 감독
- 《미쓰 홍당무》의 이경미 감독
- 《아내의 애인을 만나다》, 《도쿄 택시》의 김태식 감독
- 《똥파리》의 양익준 감독, 배우 김꽃비
- 《귀여워》, 《올드 미스 다이어리》의 배우 예지원
- 《침이 고인다》, 《달려라 아비》의 김애란 작가
- 어어부 프로젝트의 뮤지션 백현진
- 《탐서주의자의 책》, 《책은 나름의 운명을 지닌다》의 표정훈 출판평론가

### 오픈토크
- 10월 10일 토요일 《나는 비와 함께 간다》, 게스트 : 이병헌, 조쉬 하트넷, 기무라 타쿠야, 장소 : 피프빌리지 야외무대
- 10월 11일 일요일, 게스트 : 브라리언 싱어, 김지운 장소 : 피프빌리지 야외무대
- 10월 15일 목요일 《호우시절》, 게스트 : 허진호, 정우성, 가오위안위안, 장소 : 피프빌리지 야외무대

### 아주담담
- 10월 10일 토요일 《No.2:우리는 두 번째 영화를 만들기까지 무엇을 했는가》, 게스트 : 이해준, 박찬옥, 김태식, 이성한, 이송희일, 김동원, 장소 : 피프빌리지 QOOK TV 피프 관객라운지
- 10월 10일 토요일 《탈옥왕, 부산에 오다》, 게스트 : 이타오 이츠지, 장소 : 피프빌리지 QOOK TV 피프 관객라운지
- 10월 10일 토요일 《나는 배우와 함께 간다》, 게스트 : 트란 안 헝, 트란 누 예케, 장소 : 피프빌리지 QOOK TV 피프 관객라운지
- 10월 11일 일요일 《전영객잔》, 게스트 : 정성일, 김정, 장소 : 피프빌리지 QOOK TV 피프 관객라운지
- 10월 11일 일요일 《우리 시대의 로맨스》, 게스트 : 신연식, 안성기, 이하나, 장소 : 피프빌리지 QOOK TV 피프 관객라운지
- 10월 11일 일요일 《안녕! 방콕, 반가워! 부산》, 게스트 : 펜엑 라타나루앙, 아딧야 아사랏, 장소 : 피프빌리지 QOOK TV 피프 관객라운지
- 10월 12일 월요일 《필리핀 독립영화의 선두주자들》, 게스트 : 레이몬드 레드, 닉 테오캄포, 장소 : 피프빌리지 QOOK TV 피프 관객라운지
- 10월 12일 월요일 《최선의 동료들》, 게스트 : 허진호, 류장하, 최동훈, 황규덕, 장소 : 피프빌리지 QOOK TV 피프 관객라운지
- 10월 12일 월요일 《한국영화 속 B급》, 게스트 : 여명준, 홍동명, 조은경, 박수영, 김조광수, 장소 : 피프빌리지 QOOK TV 피프 관객라운지
- 10월 13일 화요일 《2009년 화제의 중심에 선 영화인들》, 게스트 : 김정, 봉준호, 민규동, 이지승, 장소 : 피프빌리지 QOOK TV 피프 관객라운지
- 10월 14일 수요일 《영화와 소설의 친밀한 ‘퍼레이드’》, 게스트 : 유키사다 이사오, 요시다 슈이치, 후지와라 타츠야, 장소 : 피프빌리지 QOOK TV 피프 관객라운지
- 10월 15일 목요일 《관객심사단이 뽑은 한국 영화의 ‘비전’》, 장소 : 피프빌리지 QOOK TV 피프 관객라운지

### 오픈콘서트
* 10월 9일 : 오후 7시 시작 / 10일 ~ 15일 : 7시 30분 시작, 장소 : 해운대 요트경기장 야외상영장
| - 9일 : 클래지콰이, 이승철, 타이거JK & 윤미래 - 10일 : 홍지민 - 11일 : 텔레파시 - 12일 : 유앤미블루 | - 13일 : 링스턴루디스카 - 14일 : 메이트 - 15일 : 부산메트로폴리탄팝스오케스트라 |